# ダウンタウン物語 (1981年のテレビドラマ)
『ダウンタウン物語』（ダウンタウンものがたり）は、1981年1月13日から1981年4月21日まで、日本テレビ系列の「火曜劇場」（毎週火曜日22:00〜22:54）にて放映されたテレビドラマ。

## 概要・内容
横浜の港町、下町にあるスナックと貧しい教会を中心に物語が展開。風見呼子はスナックの歌手兼ホステス。スナックは元々呼子の母・蘭子のものだったが、蘭子は傷害事件を起こし服役中、スナックは代わって月世のものとなっている。その呼子と貧しい牧師・塩谷伊作との紆余曲折ある恋物語を描く。物語はクリスマス・イブに流産で苦しむ呼子を伊作が助けるところから始まる。
本作は後、脚本を担当した市川森一の著書として、1984年に筑摩書房から出版されている。

## キャスト
- 風見呼子：桃井かおり
27歳。横浜の港町のスナック「シードラゴン」の歌手兼ホステス。伊作に惚れて、妻になることを望むが…。
- 塩谷伊作：川谷拓三
35歳。港町の貧しい教会の牧師。同じく貧しい境遇にある人たちのために働いている。
- 風見蘭子：岡田茉莉子
呼子の母。傷害事件を起こして服役中。主人を月世に取って代わられたシードラゴンを取り戻してくれと呼子に頼んでいる。
- 西田敏行
- 石上月世：市原悦子
43歳。シードラゴンの今の主人。シードラゴンの次は伊作の教会を手に入れようと狙っている。
- リタ：夏目雅子
- 乾隆：田村亮
32歳。呼子の恋人。うだつが上がらない余り、呼子に暴力を振るって逃げられる。
- 西本政美：にしきのあきら
月世の恋人。月世の元で、束の間の気楽な暮らしを楽しむ。
- 田中正一：赤塚真人
28歳、通称「マッキー」。シードラゴンの客引き。月世に従っているように見えるが、実は呼子の頼もしい味方である。
- 白浜健：佐藤浩市
19歳。密かに呼子に愛情を寄せ、伊作に嫉妬している。
- 池上牧師：篠田三郎
- 山本幸子：南風洋子
- 山口貞子：小夜福子
- 高階教区長：平田昭彦
- 坂本剛：桜井センリ
港町を所轄する警察署の刑事。呼子、伊作に味方する。
- 雪江：中原早苗（第4話）
- 竜：水島道太郎（第13話）

（出典：）

## スタッフ
- 制作：梅谷茂
- プロデューサー：清水欣也
- 脚本：市川森一（全話）
- 演出：吉野洋、祖父江信太郎、雨宮望
- 音楽：荒木一郎
- 制作：日本テレビ

## 主題歌
- 『バイバイ子守唄 ―ララバイ―』 歌：桃井かおり、荒木一郎 （作詞・作曲：荒木一郎）
- 挿入歌：『ポーカーゲーム・ブルース』 歌：桃井かおり （作詞・作曲：荒木一郎）

## サブタイトル
| 話数 | 放送日        | サブタイトル  | 演出         |
| ---- | ------------- | ------------- | ------------ |
| 1    | 1981年1月13日 | 雪女          | 吉野洋       |
| 2    | 1月20日       | 四角関係      | 吉野洋       |
| 3    | 1月27日       | 誘惑          | 祖父江信太郎 |
| 4    | 2月3日        | 眠り姫        | 祖父江信太郎 |
| 5    | 2月10日       | 奇蹟          | 吉野洋       |
| 6    | 2月17日       | 幸福感        | 吉野洋       |
| 7    | 2月24日       | 洗礼          | 祖父江信太郎 |
| 8    | 3月3日        | 結婚          | 祖父江信太郎 |
| 9    | 3月10日       | 悲劇          | 吉野洋       |
| 10   | 3月17日       | 探す          | 吉野洋       |
| 11   | 3月24日       | 逃がす        | 雨宮望       |
| 12   | 3月31日       | 夫婦愛        | 吉野洋       |
| 13   | 4月7日        | 葬式          | 吉野洋       |
| 14   | 4月14日       | 復活祭        | 吉野洋       |
| 15   | 4月21日       | OH! HAPPY DAY | 吉野洋       |